# Lithocarpus jordanae
Lithocarpus jordanae är en bokväxtart som först beskrevs av Villanueva, och fick sitt nu gällande namn av Alfred Rehder. Lithocarpus jordanae ingår i släktet Lithocarpus och familjen bokväxter. Inga underarter finns listade.